# Hubert Schösser
Hubert Schösser (Innsbruck, 11 novembre 1966) è un ex bobbista austriaco, vincitore della Coppa del Mondo di bob a quattro nel 1993/94.

## Biografia
Si distinse nelle categorie giovanili vincendo una medaglia di bronzo ai campionati mondiali juniores, ottenuta nel bob a quattro nell'edizione di Winterberg 1988.
A livello assoluto ha vinto un trofeo di Coppa del Mondo, trionfando nel bob a quattro nel 1993/94 e in quella stessa stagione terminò al terzo posto finale nella combinata maschile; fu inoltre terzo nel 1997/98 sempre nel bob a quattro.
Ha partecipato a due edizioni dei Giochi olimpici invernali: a Lillehammer 1994 si classificò al quinto posto nel bob a due e al quarto nel bob a quattro. Quattro anni dopo, a Nagano 1998, gareggiò unicamente nella specialità a quattro piazzandosi al in nona posizione.
Ha inoltre preso parte ad alcune edizioni dei campionati mondiali, conquistando in totale due medaglie d'argento. Nel dettaglio i suoi risultati nelle prove iridate sono stati, nel bob a quattro: medaglia d'argento a Igls 1993 con Harald Winkler, Gerhard Redl e Gerhard Haidacher, medaglia d'argento a Winterberg 1995 con Gerhard Redl, Thomas Schroll e Martin Schützenauer e sesto a Sankt Moritz 1997.
Agli europei ha invece conquistato quattro medaglie nel bob a quattro, di cui tre d'argento e una di bronzo.
Nell'ottobre del 1998, durante un controllo antidoping, Schösser venne trovato positivo al metandrostenolone e venne squalificato per due anni, al termine dei quali si ritirò definitivamente dall'attività agonistica.

## Palmarès

### Mondiali
- 2 medaglie:
  - 2 argenti (bob a quattro a Igls 1993; bob a quattro a Winterberg 1995).

### Europei
- 4 medaglie:
  - 3 argenti (bob a quattro a Schönau am Königssee 1992; bob a quattro a Altenberg 1995; bob a quattro a Igls 1998);
  - 1 bronzo (bob a quattro a Sankt Moritz 1993).

### Mondiali juniores
- 1 medaglia:
  - 1 bronzo (bob a quattro a Winterberg 1988).

### Coppa del Mondo
- Vincitore della classifica generale nel bob a quattro maschile nel 1993/94.
- Miglior piazzamento in classifica generale bob a due maschile: 6º nel 1996/97.
- Miglior piazzamento in classifica generale nella combinata maschile: 3º nel 1993/94.
- 2 podi[3] (nel bob a quattro):
  - 2 secondi posti.